# Alexandre Serebriakoff
Alexandre Borissovitch Serebriakoff, francesizzazione di Aleksandr Borisovič Serebrjakov (in russo Александр Борисович Серебряков?; Neskučnoe, 7 settembre 1907 – Parigi, 10 gennaio 1995), è stato un pittore e illustratore russo naturalizzato francese.
Esiliato in Francia dopo la rivoluzione russa, praticò la specialità rara della ritrattistica degli interni, lasciando una testimonianza minuziosa delle decorazioni e delle feste dell'alta società francese. Firmava sovente le sue opere con sua sorella, Catherine Serebriakoff.

## Biografia
Alexandre Serebriakoff nacque in una famiglia di artisti. Sua madre, Zinaida Serebrjakova, fu la prima donna russa a essere riconosciuta come una pittrice importante. Ella era imparentata con i Benois, una celebre dinastia di artisti russi emigrata dalla Francia nel diciottesimo secolo: il bisnonno di Alexandre era l'architetto Nicolas Benois; il suo prozio fu il pittore, decoratore e scenografo Aleksandr Nikolaevič Benois, fondatore di Mir Iskusstva e amico di Serge de Diaghilev. Suo nonno Evgenij era uno scultore. Uno dei suoi zii, Evgenij Lanceray, era uno scultore, un pittore e un grafico, mentre l'altro, Nikolaj Lanceray, era un architetto rinomato.
Aleksandr Borisovič Serebrjakov aveva sette anni quando scoppiò la rivoluzione d'ottobre. Tutti i beni familiari furono quindi confiscati, compresa la proprietà di Neskučnoe ("Senza pensieri", come il francese Sans Souci), nella quale era nato. Suo padre Boris venne imprigionato dai bolscevichi: morì nel 1919 per un tifo contratto durante la sua prigionia. Sua madre portò lui e gli altri i figli a Pietrogrado per cercare di sopravvivere, ma dinanzi alle difficoltà, decise di emigrare da sola a Parigi nel 1924. Aleksandr e Ekaterina la raggiunsero poco tempo dopo e francesizzarono i loro nomi in Alexandre e Catherine, rispettivamente. Fu lì che Alexandre cominciò con la sua carriera come decoratore di interni. Soggiornò a Camaret-sur-Mer e a Concarneau, in compagnia della famiglia, durante molte estati degli anni successivi.
Egli lavorò per dei membri dell'alta società parigina o londinese, dei quali rappresento i luoghi dove vivevano, gli hôtel particulier e i castelli: tra gli altri, ebbe come clienti Arturo Lopez-Willshaw e sua moglie, il duca e la duchessa di Windsor, il barone Alexis de Redé, Charles de Beistegui, i Rothschild, gli Schneider, Roland Tree e sua moglie a Ditchley.
Intervenne nella decorazione ed eseguì soprattutto una serie di disegni di un "ballo orientale" dato dal barone Alexis de Redé il 5 dicembre 1969, all'hôtel Lambert, a Parigi.
Alexandre Serebriakoff è sepolto con sua madre, Zinaida Serebrjakova, nel cimitero russo di Sainte-Geneviève-des-Bois.